# William Styron
William Clark Styron, Jr. (11 tháng 6 năm 1925 – 1 tháng 11 năm 2006) là một tiểu thuyết gia người Mỹ. Ông nổi tiếng về hai truyện nhạy cảm: The Confessions of Nat Turner (Xưng tội của Nat Turner, 1967), đoạt giải Pulitzer cho tác phẩm hư cấu năm 1968, và Sophie's Choice (Lựa chọn của Sophie, 1979). The Confessions of Nat Turner đoạt Giải Pulitzer về Tiểu thuyết, nó có người kể chuyện là Nat Turner, một người dẫn đầu cuộc nổi dậy nô lệ năm 1831 tại Virginia; Sophie's Choice nói về thời Holocaust.

## Tác phẩm
- Lie Down in Darkness (Nằm vào bóng tối, 1951), tiểu thuyết
- The Long March (Cuộc diễu hành dằng dặc, 1956), truyện dài
- Set This House on Fire (Hãy đốt căn nhà này, 1960), tiểu thuyết
- The Confessions of Nat Turner (Xưng tội của Nat Turner, 1967), tiểu thuyết
- In the Clap Shack (1973)
- Sophie's Choice (Lựa chọn của Sophie, 1975), tiểu thuyết
- Shadrach (1979)
- This Quiet Dust and Other Writings (1982)
- Darkness Visible: A Memoir of Madness (1990), tự truyện
- A Tidewater Morning: Three Tales from Youth (1993)
- Inheritance of Night: Early Drafts of Lie Down in Darkness (1993)
- Havanas in Camelot: Personal Essays (2008)
- The Suicide Run: Fives Tales of the Marine Corps (2009)
- Selected Letters of William Styron (Tuyển tập các bức thư của Willia Styron, 2012), tập thư từ
- My Generation: Collected Nonfiction (2015)